# Wereldbeker schaatsen 2008/2009 - Wereldbeker 4 - 1e 1000 meter mannen
De tweede van 10 wedstrijden voor de wereldbeker schaatsen 1000 meter wordt gehouden op 6 december 2008 in Changchun.

## Uitslag A-divisie
| rang   | schaatser                | tijd    | punten |
| ------ | ------------------------ | ------- | ------ |
| Goud   | Lee Kyou-hyuk            | 1.09,68 | 100    |
| Zilver | Stefan Groothuis         | 1.10,15 | 80     |
| Brons  | Shani Davis              | 1.10,32 | 70     |
| 4      | Mark Tuitert             | 1.10,39 | 60     |
| 5      | Lee Jong-Woo             | 1.10,66 | 50     |
| 6      | Denny Morrison           | 1.10,72 | 45     |
| 7      | Simon Kuipers            | 1.10,93 | 40     |
| 8      | Mo Tae-Bum               | 1.11,09 | 36     |
| 9      | François Olivier Roberge | 1.11,19 | 32     |
| 10     | Dmitri Lobkov            | 1.11,46 | 28     |
| 11     | Aleksandr Lebedev        | 1.11,56 | 24     |
| 12     | Lee Ki-Ho                | 1.11,76 | 21     |
| 13     | Frank Steiner            | 1.11,91 | 18     |
| 14     | Keiichiro Nagashima      | 1.12,05 | 16     |
| 15     | Philippe Riopel          | 1.12,08 | 14     |
| 16     | Samuel Schwarz           | 1.12,09 | 12     |
| 17     | Muncef Ouardi            | 1.12,26 | 10     |
| 18     | Mika Poutala             | 1.12,35 | 8      |
| 19     | Mun Joon                 | 1.12,37 | 6      |
| 20     | Yu Fengtong              | 1.12,74 | 5      |

## Loting
| rit | binnenbaan               | buitenbaan          |
| --- | ------------------------ | ------------------- |
| 1   | Frank Steiner            | Mun Joon            |
| 2   | Lee Ki-Ho                | Aleksandr Lebedev   |
| 3   | Philippe Riopel          | Muncef Ouardi       |
| 4   | François Olivier Roberge | Yu Fengtong         |
| 5   | Lee Kyou-hyuk            | Samuel Schwarz      |
| 6   | Lee Jong-Woo             | Dmitri Lobkov       |
| 7   | Mark Tuitert             | Mika Poutala        |
| 8   | Denny Morrison           | Mo Tae-Bum          |
| 9   | Simon Kuipers            | Keiichiro Nagashima |
| 10  | Shani Davis              | Stefan Groothuis    |

## Top 10 B-divisie
| rang | schaatser         | tijd    | punten |
| ---- | ----------------- | ------- | ------ |
| 1    | Sjoerd de Vries   | 1.11,35 | 25     |
| 2    | Remco Olde Heuvel | 1.11,70 | 19     |
| 3    | Kyle Parrott      | 1.11,76 | 15     |
| 4    | Tadashi Obara     | 1.11,86 | 11     |
| 5    | Nico Ihle         | 1.12,62 | 8      |
| 6    | Timofey Skopin    | 1.13,03 | 6      |
| 7    | Fangyi Liu        | 1.13,33 | 4      |
| 8    | Sergey Chadayev   | 1.13,44 | 2      |
| 9    | Yaolin Zhang      | 1.13,61 | 1      |
| 10   | Tuomas Nieminen   | 1.13,75 | 0      |